# الساندرا آنتونینی
الساندرا آنتونینی، باستان‌شناسی سوئیسی و متخصص در قرون وسطی بود. او به سال ۱۹۵۸ در زوریخ به دنیا آمد، و در ۱۴ نوامبر ۲۰۱۶ از دنیا رفت.

## زندگی‌نامه
الساندرا آنتونینی در دانشگاه زوریخ، تاریخ هنر و باستان‌شناسی قرون وسطی خواند. او در وَله به کار باستان‌شناسی مشغول بود، و چندین کاوش باستان‌شناختی در وَله انجام داد؛ به‌ویژه در دِیر سن-موریس داگون، سایت باستان‌شناسی والر و کلیسای جامع سیون.
در سال ۲۰۰۰، او کاوش‌هایی را در دژ مونتورژ انجام داد.

## آثار
- Le château de Montorge, Sion, (Sedunum Nostrum, 2006).
- Les fontaines au pays du soleil: du puisard aux jeux d'eau, Sion. (Sedunum Nostrum, 2016).